# ヘリカルアンテナ

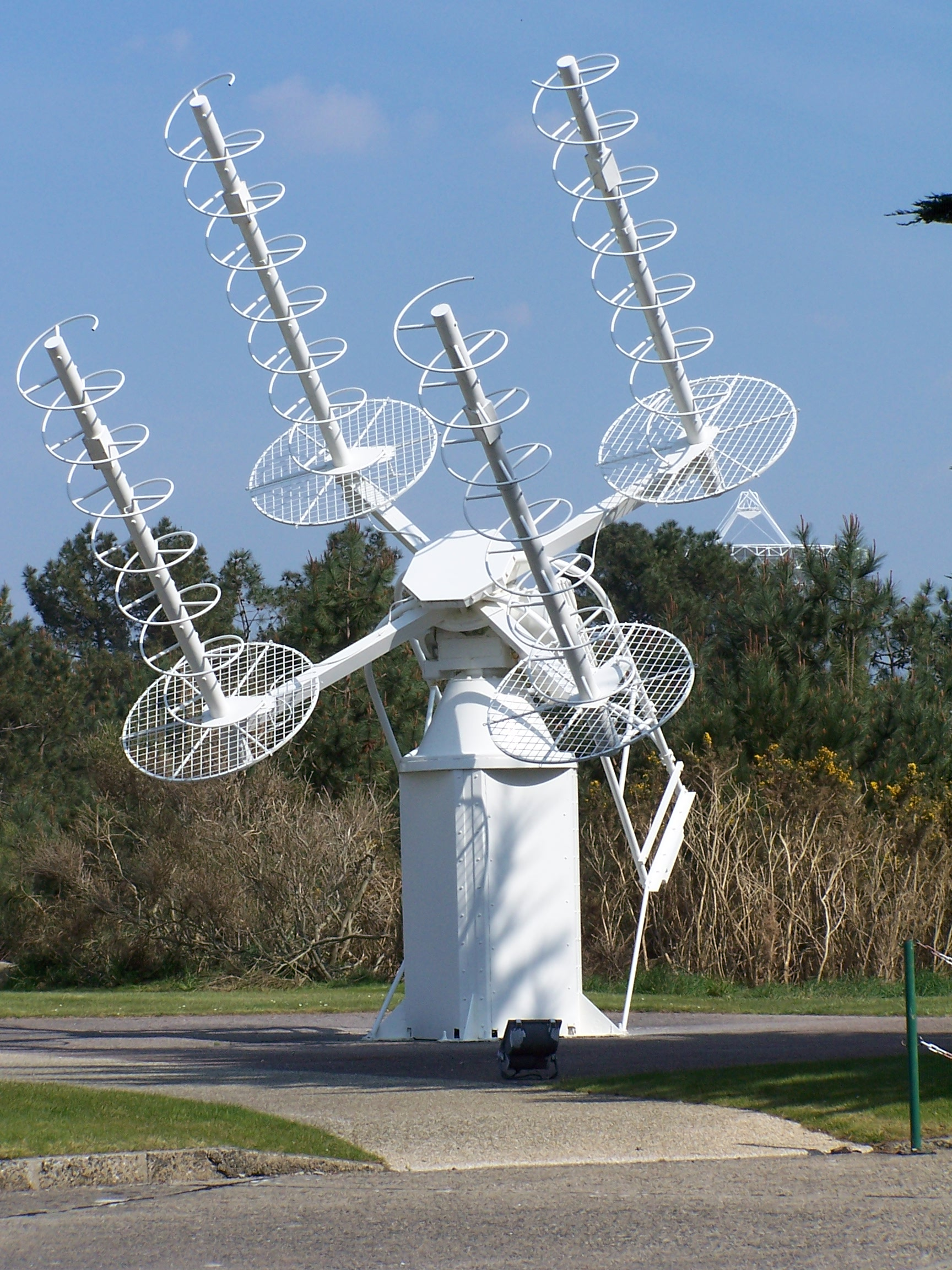
衛星自動追尾アンテナとして利用されている軸モード・ヘリカルアンテナ。(フランス・コート＝ダルモール県プルームール＝ボドゥーにて)

ヘリカルアンテナは、無線通信用アンテナの一種である。短波から極超短波の周波数において用いられる。エンドファイヤ型、サイドファイヤ型、ノーマルモード型がある。
エンドファイヤ型は、アースとして導体円板を用いた1/4波長ブラウン・アンテナの垂直エレメントを、らせん型の1波長のエレメントに置き換えた構造である。らせんの軸方向に強い放射を持つ。らせんの巻き数は3回以上、ピッチ（傾斜）角は12〜15度とする。放射される電波は円偏波である。ブラウン・アンテナよりも高い利得が得られ、扱える周波数帯域が広い。導体板の上に複数のらせん型エレメントを設けたものもある。
サイドファイヤ型は、垂直に設置した導体円管の中央に、表面を絶縁被覆した長さが2波長または3波長の導線を接続し、上下対称にらせん型に巻きつけ、さらに導線の上端と下端を導体円管に接続した構造である。上下のらせんは逆方向に巻かれているので、垂直偏波成分は打ち消し合い、水平偏波成分だけが残る。水平面内は無指向性である。ブラウン・アンテナよりも高い利得が得られ、扱える周波数帯域が広い（中心周波数の10％程度と言われている）。
ノーマルモード型は、単にモノポールアンテナのエレメントを、らせん状に巻いて小型化したものである。モノポール・アンテナと同様の偏波、指向性となる。ハンディー型（手で持って使う）トランシーバーや携帯電話のアンテナに使われている。短い全長の割に利得低下は少なく、表面をラバーなどで覆って柔軟性を持たせることができる（弾性限界を超えない限り、引っ掛けたりぶつけたりしても折れない）ため、使用に便利である。

## 利用例
アナログ放送時代の平面型BSアンテナにはヘリカルアンテナを多数スタックした構造がしばしば用いられた(なお、このようなアンテナはデジタル放送では性能が不足するなどの理由で現在は製造されていない。)